# Dongdaemun Stadium
Dongdaemun Stadium – wielofunkcyjny obiekt sportowy w stolicy Korei Południowej, Seulu, który został zniesiony w 2008 roku dla budowy Dongdaemun Design Plaza & Park.
Został otwarty 15 października 1925 roku. Znajdował się we wschodniej części Seulu w administracyjnym rejonie Tongdaemun. Wcześniej na tym miejsce był mur zamkowy i obóz wojskowy. Stadion początkowo nazywał się Gyeongseong Stadium i był miejscem obchodów rocznicy wyzwolenia z japońskiej rządów kolonialnych. 15 sierpnia 1945 roku to wydarzenie świętowało na nim 250 000 Koreańczyków. Następnie został przemianowany na Seul Stadium, dopiero później otrzymał nazwę znajdującej się w pobliżu wielkiej wschodniej bramy "Dongdaemun" (dosłownie "Brama wschodzącej dobroci"), która jest uważana za jeden z najważniejszych zabytków i symboli Seulu.
W latach 1962, 1966 i 1968 obiekt był remontowany. Pojemność stadionu była ponad 30 000 miejsc. Arena gościła dużo różnych rozgrywek. Na przykład, Dongdaemun był uznawany za główny stadion lekkoatletyczny w Seulu, dopóki na Igrzyska Olimpijskie w 1988 roku nie został wybudowany Jamsil Olympic Stadium (lub Seoul Olympic Stadium). Od 1950 roku aż do końca lat 80. XX wieku stadion był areną domową reprezentacji Korei Południowej.
W 2007 roku, kompleks sportowy Dongdaemun, który składał się ze stadionu piłkarskiego, stadionu lekkoatletycznego, stadionu baseballowego, basenu, boisk sportowych, kortów tenisowych i innych obiektów sportowych, przestał istnieć, ustąpił miejsce dla parku kultury i historii Dongdaemun. W ostatnich latach przed rozbiórką stadion był wykorzystany jako pchli targ.